# Alzina de la Serra
L'Alzina de la Serra (Quercus ilex) és un arbre que es troba al municipi de Sant Llorenç Savall (el Vallès Occidental), el qual és un bell exemple d'alzina forcada.

## Dades descriptives
- Perímetre del tronc a 1,30 m: 3,32 metres (3,10 al punt més estret).
- Alçada: 19,5 m.
- Amplada de la capçada: 14 x 20 m (amplada mitjana capçada 17 metres)
- Altitud sobre el nivell del mar: 520 m.[1]

## Aspecte general
Es troba en bon estat de conservació i les dues enormes besses que arrenquen a poc més d'un metre i mig de terra li atorguen l'aspecte d'un mandró gegantí.

## Observacions
Fins no fa gaires anys, la seua capçada havia donat ombra al ramat de xais de la propera masia de la Serra, de forta tradició ramadera. Probablement fou amb aquesta finalitat que els antics amos de la casa la van conservar.

## Accés
Des de Sant Llorenç Savall, cal prendre la carretera BP-1241 en direcció a Gallifa i Sant Feliu de Codines. En arribar a l'altura del quilòmetre 3, veurem l'alzina a mà dreta, uns vuitanta metres per sota la carretera (com que en aquest punt és difícil estacionar el vehicle, és millor fer-ho dos-cents metres abans, en una esplanada que s'estén a la dreta de la carretera). Coordenades UTM: 31T X0423720 Y4614915.